# Exorista longa
Exorista longa là một loài ruồi trong họ Tachinidae.